# Bruce Weber (allenatore di pallacanestro)
Bruce Brett Weber (Milwaukee, 19 ottobre 1956) è un allenatore di pallacanestro statunitense.

## Palmarès
- Associated Press College Basketball Coach of the Year (2005)
- Henry Iba Award (2005)
- NABC Coach of the Year (2005)
- Naismith College Coach of the Year (2005)